# Yitzhak Sadeh
Yitzhak Sadeh (hebreo: יצחק שדה) (nacido Isaac Landsberg en Lublin, Imperio ruso en 1890, fallecido en Tel Aviv, Israel en 1952) fue comandante de la Haganá, primer comandante del Palmaj y uno de los fundadores de las Fuerzas de Defensa de Israel al momento de la independencia del Estado de Israel. 
Fue condecorado con una medalla del ejército ruso por su valor durante la Primera Guerra Mundial. Durante 1917-1919 asistió a Joseph Trumpeldor en la fundación del movimiento Hejalutz ("El Pionero") y en 1920 emigró a la Tierra de Israel (Aliyá). Allí fue uno de los fundadores y líderes del Gdud-Ha-Avoda ('"Batallón de Trabajo"). 
En 1921 Sadeh fue comandante de la Haganá en Jerusalén y en 1929 participó en la batalla de la defensa de Haifa ante los ataques árabes. 
En 1936 se estableció en Jerusalén y se unió al Nodedet (“unidad de patrulla”) enfrentando al enemigo árabe en sus aldeas y bases. Sadeh exigió que sus tropas "dejen de defender" e inicien operaciones militares ofensivas. 

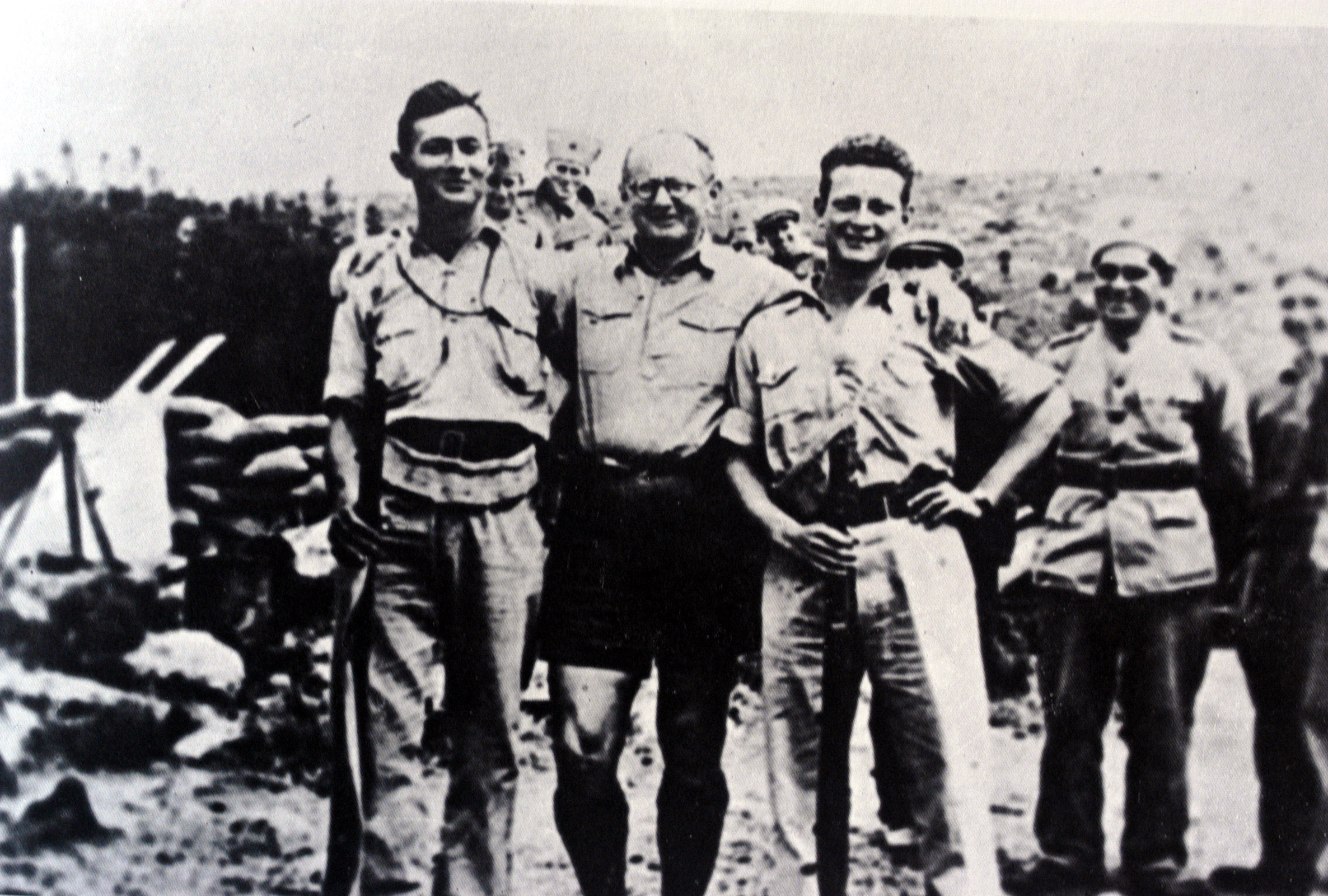
Moshe Dayan, Yitzhak Sadeh e Yigal Allon. Kibutz Hanita, 1938

En el verano de 1937 fundó el Fosh (el campo de entrenamiento de la Haganá) y, entre otras actividades, ordenó la operación de instalar el kibutz Hanitah en una colina aislada, en la frontera con Líbano. En 1941 participó de la fundación del Palmaj, constituida por las mejores fuerzas militares de voluntarios alistadas en la Haganá y fue su principal comandante hasta 1945. Durante ese año fue designado para ser comandante general de la Haganá y entre otras cosas estuvo a cargo de las operaciones contra las fuerzas británicas durante el Mandato Británico de Palestina y en operaciones de inmigración clandestina de judíos a Israel. 
En el comienzo de la Guerra de la Independencia de Israel en 1948, Yitzhak Sadeh ordenó la defensa del kibutz Mishmar Ha-Emek que fue atacado por fuerzas Sirias, que rodearon el kibutz en un intento de dividir el país en dos, rechazando todos los ataques y logrando la victoria. Sadeh fue promovido al rango de Brigadier (Aluf) por sus buenos desempeños militares. Posteriormente creó la primera brigada armada de las FDI, que dirigió duras batallas tales como la captura del Aeropuerto de Lod y la fortaleza de Iraq-Suidan frente al kibutz Negba, cerca de Ramla. 
Posteriormente, participó en la Operación Khorev en el Negev y las fuerzas bajo su comando ingresaron a EL-Arish en el desierto de Sinaí. 
Cuando la Guerra de la Independencia terminó en 1949 y el Palmaj fue desmontado, Sadeh se alejó del servicio militar.
Escribió ensayos, historias y juegos. El libro "Alrededor de la Hoguera" (Misaviv Lamedura) incluye una colección de artículos que él escribió bajo el seudónimo de Y. Noded ("Y. Wanderer"). 
Sadeh falleció en Tel Aviv en agosto de 1952. Fue una figura carismática. Su apodo en el Palmaj era Ha-Zaken ("El viejo"). 
Los kibutzim Nir Itzhak y Mashabey Sadeh, en el Negev, se nombraron en su honor. 
Sadeh era un promotor y educador del deporte judío. Sadeh era el campeón de lucha de San Petersburgo e incluso participó en funcionamientos de lucha. Era un deportista activo. Consideraba la educación física como un importante valor cultural y educativo. También fijó las políticas y las pautas como miembro del equipo atlético HaPoel. Él creó el lema de Hapoel: Alafim y no Alufim ("Miles y no Campeones"). Miles de deportistas y de soldados participan en Hakafat Hatavor (“Carrera alrededor del Monte Tavor”), en honor a Yitzhak Sadeh. 